# Jastrzębie Zdrój (gmina)

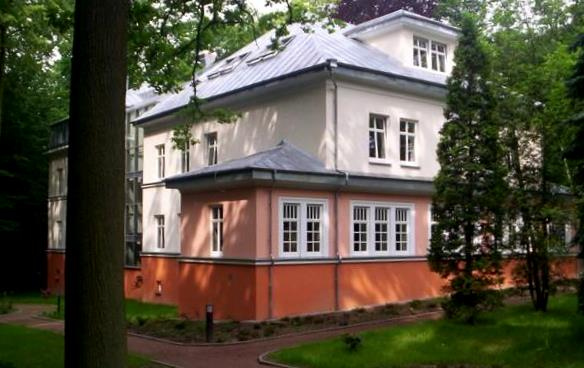
Park Zdrojowy (Jastrzębie-Zdrój)

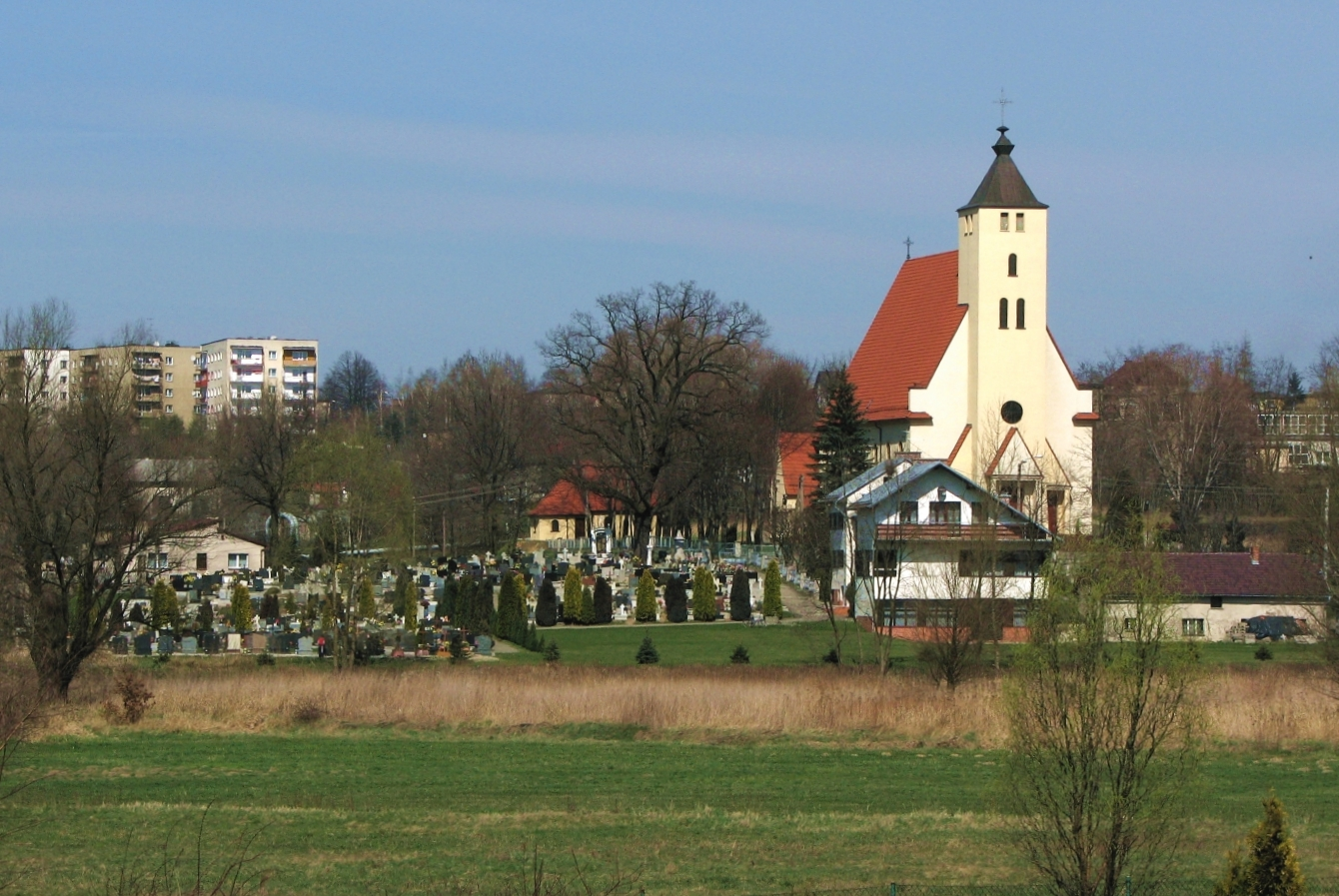
Moszczenica

Jastrzębie Zdrój – dawna gmina wiejska istniejąca w latach 1945–1954 w woj. śląskim, katowickim i stalinogrodzkim (dzisiejsze woj. śląskie). Siedzibą władz gminy była wieś Jastrzębie Zdrój (1956–63 osiedle, od 1963 miasto).
Gmina zbiorowa Jastrzębie Zdrój powstała w grudniu 1945 w powiecie rybnickim w woj. śląskim (śląsko-dąbrowskim). Według stanu z 1 stycznia 1946 gmina składała się z 6 gromad: Jastrzębie Zdrój, Cisówka, Jastrzębie Dolne, Jastrzębie Górne, Moszczenica i Ruptawa. 6 lipca 1950 zmieniono nazwę woj. śląskiego na katowickie, a 9 marca 1953 kolejno na woj. stalinogrodzkie. Według stanu z 1 lipca 1952 gmina składała się nadal z 6 gromad (bez zmian).
Gmina została zniesiona 29 września 1954 wraz z reformą wprowadzającą gromady w miejsce gmin. Z jej obszaru powstały gromady Jastrzębie Zdrój, Jastrzębie Górne i Ruptawa, które 1 października 1954 znalazły się w granicach nowo utworzonego powiatu wodzisławskiego.
1 stycznia 1956 gromada Jastrzębie Zdrój otrzymała status osiedla, a 30 czerwca 1963 prawa miejskie.
Gminy o nazwie Jastrzębie-Zdrój nie przywrócono 1 stycznia 1973 wraz z kolejną reformą reaktywującą gminy. Sołectwo Jastrzębie Górne włączono do Jastrzębia-Zdroju, natomiast Ruptawa utworzyła odrębną gminę Ruptawa, którą zniesiono 26 maja i włączono do Jastrzębia-Zdroju (równocześnie z gminą Szeroka z powiatu rybnickiego).